# Вильценберг-Хусвайлер
Вильценберг-Хусвайлер (нем. Wilzenberg-Hußweiler) — община в Германии, в земле Рейнланд-Пфальц. 
Входит в состав района Биркенфельд. Подчиняется управлению Биркенфельд.  Население составляет 303 человека (на 31 декабря 2010 года). Занимает площадь 6,46 км².